# فرانك إنجل
فرانك إنجل (بالألمانية: Frank Engel)‏ (15 فبراير 1951 لايبزيغ ألمانيا - ) هو لاعب كرة قدم ألماني.